# Franck Pupunat
Franck Pupunat, né en 1973 à Oyonnax (Ain), est un homme politique français.

## Biographie

### Engagement politique et militant
Membre du Parti socialiste pendant 20 ans, dont 10 ans dans les instances nationales, Franck Pupunat a été le premier signataire de trois motions « Utopia » lors des congrès de Dijon, du Mans et de Reims. Les motions défendaient une ligne politique sociale, altermondialiste, écologiste.
Cofondateur du Parti de gauche en 2008, membre du secrétariat national et du bureau national, il a quitté le Parti de gauche en 2012 et n’est plus aujourd’hui adhérent dans un parti.
Au niveau local, il s'est présenté à plusieurs élections dans la ville d'Oyonnax (Ain) et notamment aux élections cantonales.
Fondateur du Mouvement Utopia[source insuffisante] dans les années 1990, il est actuellement co-animateur du mouvement.
Depuis 2013, Franck Pupunat s'engage particulièrement pour la reconnaissance d'un « passeport de citoyenneté universelle » pour promouvoir la liberté de circulation et d’installation. Au nom du Mouvement Utopia, il a notamment négocié  directement et activement avec le gouvernement d'Équateur.
Le 19 avril 2016, Franck Pupunat lance une pétition d'appel à la candidature de Nicolas Hulot pour l'élection présidentielle de 2017.
Il se présente aux élections législatives de 2017 dans la 17e circonscription de Paris. Il n'obtient que 0,96 % des suffrages exprimés.

### Parcours professionnel
Franck Pupunat est titulaire d’un DEA de sciences politiques (IEP de Lyon). En 1998, il est responsable régional chez NC Numéricable (filiale de Canal+). 
Après un passage dans le cabinet Secafi-Alpha, il entre à La Poste en 2004 comme conseiller social auprès du directeur général Christian Kozar. Il rédige et négocie un accord social majoritaire en 2005 « Les accords de Vaugirard » qui a permis notamment de titulariser 10 000 CDD et de mettre un terme au temps partiel subi.
Il intègre ensuite le groupe Fnac en 2007, aux côtés de Denis Olivennes, en tant que directeur de la communication interne et corporate puis comme directeur de la responsabilité sociale d’entreprise et de la politique solidaire. 
Depuis 2012, Franck Pupunat est cadre dirigeant au sein du groupe La Poste. Après avoir exercé la fonction de délégué à l’innovation sociétale du groupe auprès du no 2, Georges Lefebvre, il a été nommé, le 23 juillet 2013 par Jean-Paul Bailly, président de La Poste, à la tête d’une mission sur l’avenir du service public pour le groupe.

## Résultats électoraux

### Élections législatives
| Année | Parti | Parti | Circonscription | 1er tour | 1er tour | 1er tour |
| Année | Parti | Parti | Circonscription | Voix     | %        | Rang     |
| ----- | ----- | ----- | --------------- | -------- | -------- | -------- |
| 2017  |       | DVE   | 17e de Paris    | 253      | 0,96     | 13e      |

### Élections cantonales
| Année | Parti | Parti | Canton      | 1er tour | 1er tour | 1er tour |
| Année | Parti | Parti | Canton      | Voix     | %        | Rang     |
| ----- | ----- | ----- | ----------- | -------- | -------- | -------- |
| 2008  |       | PS    | Oyonnax-Sud | 1 754    | 30,40    | 2e       |